# En el moment més cru de l'hivern
En el moment més cru de l'hivern (In the Bleak Midwinter -la Gran Bretanya- o, també, A Midwinter's Tale -els Estats Units- en els seus títols originals en anglès) és una pel·lícula de l'any 1995 dirigida per Kenneth Branagh i protagonitzada per Michael Maloney i Joan Collins, la qual fou emesa a TV3 per primera vegada el 30 de maig del 2000.

## Argument
L'actor Joe Harper (Michael Maloney) porta un any sense feina i està deprimit. Vol muntar una representació nadalenca de Hamlet i, per estalviar despeses, tria sis únics i aturats actors, els quals han de repartir-se els 24 personatges de l'obra. Comencen els assajos a una parròquia en desús i Joe, en veure la qualitat interpretativa de l'elenc, es deprimeix encara més: Henry Wakefield (Richard Briers) és un vell i amargat actor, Tom Newman (Nicholas Farrell) és bo en el seu paper però resulta insuportable, Carnforth Greville (Gerard Horan) és un borratxo, Vernon Spatch (Mark Hadfield) és extremament insegur i l'homosexual i cursi Terry Du Bois (John Sessions) accepta fer de reina Gertrudis.

## Context històric i artístic
Després de traslladar a la pantalla les peces shakespearianes Henry V (1989) i Molt soroll per no res  (1993), l'irlandès Kenneth Branagh va recuperar un guió escrit cinc anys abans, rodant la pel·lícula en només tres setmanes als llegendaris estudis Shepperton. És una petita, però tonificant i ben greixada comèdia coral sobre la sacrificada i poc gratificant vida dels actors anònims, siguin artistes irrellevants, professionals en atur o comediants de segon ordre. Els vacil·lants comediants d'aquesta agredolça pel·lícula -tipus insegurs, fràgils, de vegades entusiastes i d'altres paranoics- es reuneixen precisament en una parròquia abandonada per a assajar una modesta representació de Hamlet, obra que el mateix Branagh portaria al cinema un any més tard. El guió, bastit amb apunts autobiogràfics, brillants diàlegs i algunes notes d'esperpèntica loquacitat, dilueix l'amargor dels fracassats dins la ironia, el sarcasme i la tendresa. I proporciona memorables papers per als nombrosos actors participants, la majoria poc coneguts, amb l'excepció de la inesperada Joan Collins, en satírica caracterització d'una excèntrica agent artística. Plegats són còmplices entranyables de la singular proposta de Branagh, on se succeeixen continus entrecreuaments entre el teatre i la vida real. A més d'algunes oportunes cabòries sobre la creació artística i la representació escènica, de la trama sorgeix una exultant lloança a la cultura del teatre, un amorós tribut al gran poeta de Stratford-upon-Avon i al venerable gremi d'actors, incloent-hi tant intèrprets de pa sucat amb oli com als que un cop de fortuna pot transformar en tipus narcisistes, vanitosos i egocèntrics.

## Frases cèlebres
| « | "Mireu-vos bé, sou gent honesta. Sou un grup d'actors amb tota la vanitat i inseguretat del món, però sé que voleu estar ací, que voleu fer l'obra. Però, heu vist com us comporteu i quin aspecte teniu?... Estem deprimits. Potser ens hem proposat un objectiu massa gros. En tractar-se d'una gran obra, ens menyspreem i ens agredim, i jo ja no sé el que faig ni per què ho faig. No tenim més temps per a assajar, no tenim escenografia ni públic, i jo ja no tinc ni una sola lliura més. Ni tan sols tenim local per a representar l'obra. Res no té sentit. Cada setmana tanquen esglésies i teatres, perquè la gent no hi va. Aquest Hamlet és un perdedor, dirigit pel rei dels perdedors: jo mateix. Aquest muntatge és desastrós i dubto que tingui cap sentit seguir perdent el temps amb ell. Ni tan sols té sentit continuar vivint aquesta vida miserable i turmentada. Algú em pot dir alguna cosa?... De veritat que val la pena viure aquesta fastigosa vida?..." (Joe / Michael Maloney). | » |

## Curiositats
- En diferents seqüències, hi sona la deliciosa cançó Why the Show Must Go On de Noël Coward, una altra de les perles d'aquesta petita, humil i modèlica pel·lícula britànica.[3]

## Premis
- 1995: Festival Internacional de Cinema de Venècia (Millor Director i nominada a la Millor Pel·lícula)[4]